# Eurycarenus albicans
Eurycarenus albicans är en tvåvingeart som beskrevs av Mario Bezzi 1924. Eurycarenus albicans ingår i släktet Eurycarenus och familjen svävflugor. Inga underarter finns listade i Catalogue of Life.